# Richard Bär

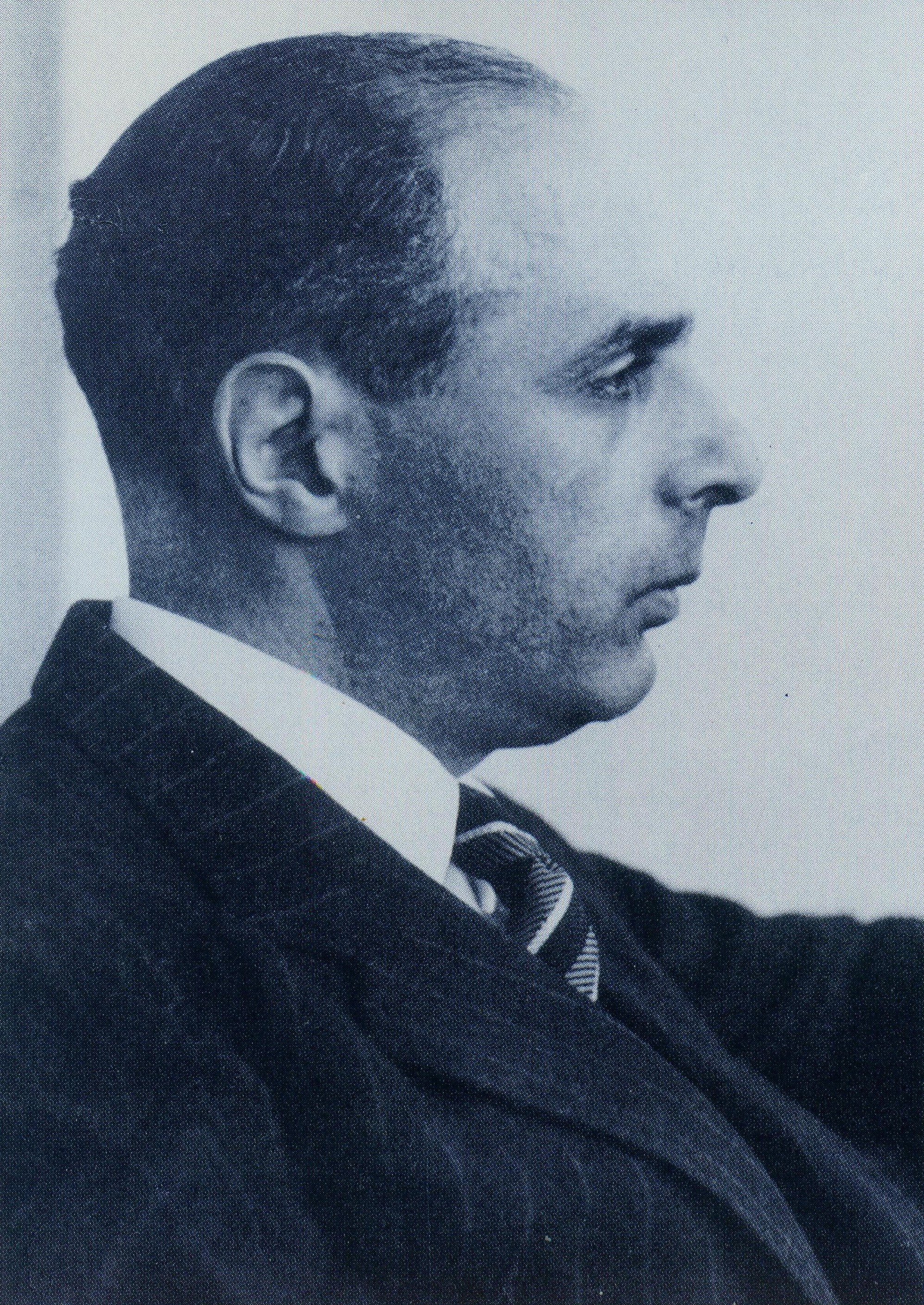
Richard Bär

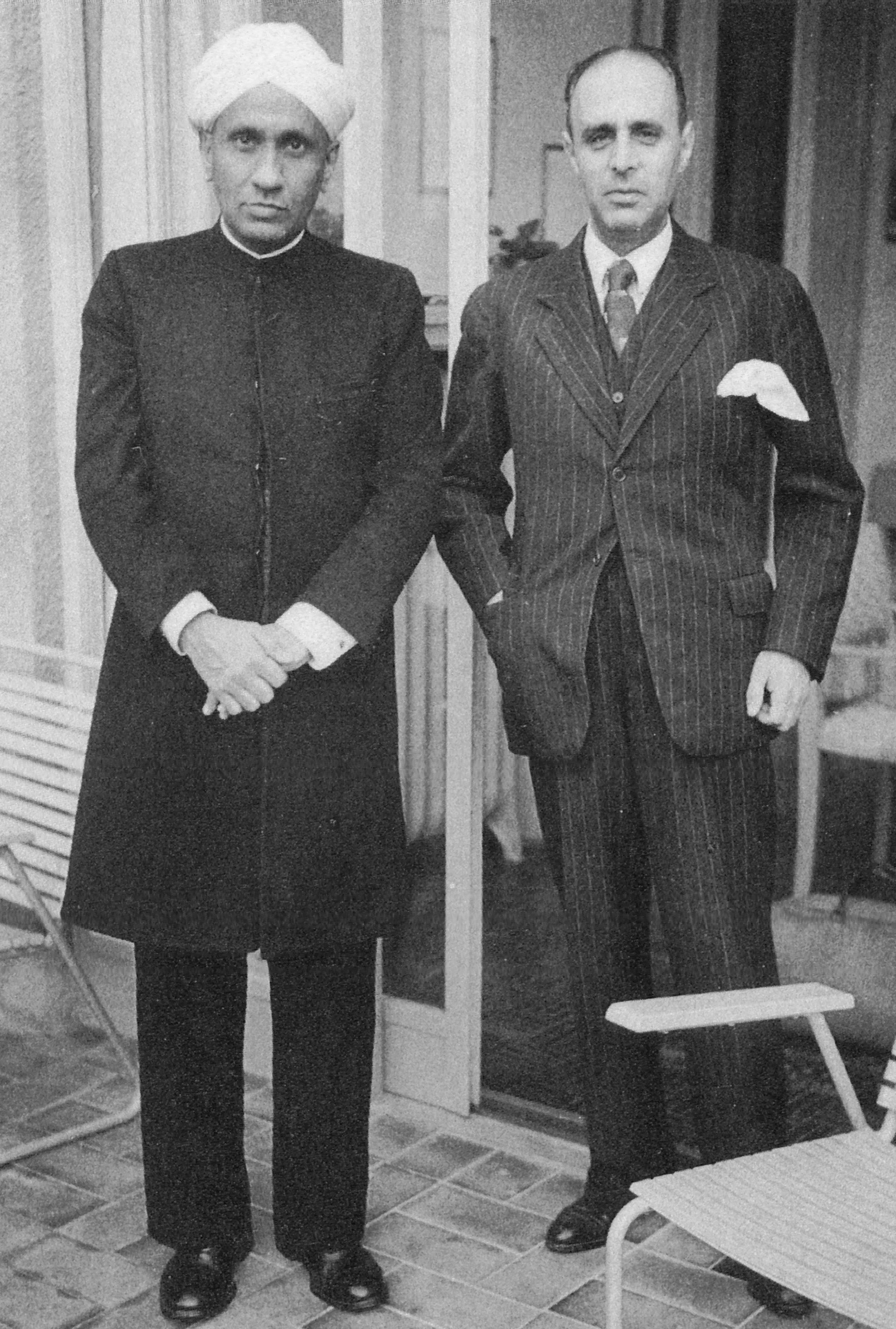
Richard Bär mit C. V. Raman

Richard Josef Bär (* 11. September 1892 in Basel; † 13. Dezember 1940 in Zürich) war ein Schweizer Physiker und Bankier.

## Leben
Richard Bär wurde am 11. September 1892 als Sohn des Bankiers Julius Bär in Basel geboren. Im Alter von fünf Jahren zog er mit seiner Familie von Basel nach Zürich. Nach dem Abschluss seiner Matura 1912 ging Bär, der schon früh Interesse an naturwissenschaftlichen Themen   gezeigt hatte, an die Julius-Maximilians-Universität Würzburg, um dort Mathematik zu studieren. Nach Beginn des Ersten Weltkriegs ging er von Würzburg nach Zürich, um dort sein Studium an der Universität Zürich und an der Hochschule für Technik Zürich weiterzuführen. Kurz darauf kehrte er nach Würzburg zurück, wo er 1915 bei Emil Hilb mit seiner Arbeit Über Greensche Randwertaufgaben bei der Schwingungsgleichung promovierte. Bald darauf begann er erste wissenschaftliche Experimente im Labor von Professor Wilhelm Wien.
Ende 1916 ging er an die Georg-August-Universität Göttingen, um als Assistent bei dem Mathematiker David Hilbert zu arbeiten. 1917 ging er wieder nach Zürich, um weiter an seinen Experimenten im Bereich der Experimentalphysik unter Professor Edgar Meyer zu arbeiten. Im Folgenden arbeitete er vor allem an seiner Habilitationsschrift. So übergab er 1918 der Schweizerischen Physikalischen Gesellschaft erste Erkenntnisse seiner Forschung. 1921 legte er in Jena der Deutschen Naturforscherversammlung weitere Forschungsergebnisse vor. Im Alter von 30 Jahren erhielt er schliesslich die Lehrberechtigung als Professor an der Universität Zürich. Im August 1922 heiratete Bär Ellen Lohnstein aus Worms. Im Dezember 1922 beteiligte sich Richard Bär nach dem Tod seines Vaters Julius Bär ausserdem mit einer Kommandite von 500'000 Schweizer Franken an der von seinem Vater gegründeten Bank Julius Bär. 1924 wurde seine erste Tochter Marianne geboren, 1927 sein erster Sohn Hans Julius.
Ein Jahr später wurde Bär 1928 Titularprofessor. Im Folgenden setzte er sich ausserdem besonders für flüchtende deutschjüdische Professoren ein, ihre Arbeiten im Ausland weiterzuführen. So war er auch Mitbegründer der Stipendienkasse für jüdische Studierende in der Schweiz. In der Folge traf er sich mit weiteren bedeutenden Wissenschaftlern wie Albert Einstein, Max Planck, Hermann Weyl, Irène Joliot-Curie, Chaim Weizmann und C. V. Raman. Als 1928 ausserdem C. V. Raman die Raman-Streuung entdeckt hatte, forschte Richard Bär bis 1933 interessiert an Ramans Entdeckung. 1930 wurde  seine zweite Tochter Ruth Irene geboren, sieben Jahre später 1937 sein zweiter Sohn Thomas August. Nachdem 1939 der Zweite Weltkrieg ausgebrochen war, planten Richard Bär und seine Familie, Weihnachten 1940 in die Vereinigten Staaten zu flüchten. Seine wissenschaftlichen Forschungen wollte er dabei am von Albert Einstein, Hermann Weyl und anderen ausgewanderten Wissenschaftlern gegründeten Institute for Advanced Study in Princeton (New Jersey) fortsetzen.
Bär, der zu diesem Zeitpunkt schon unheilbar krank war, starb jedoch, kurz bevor er seine Abreise antreten wollte, am 13. Dezember 1940 im Alter von 48 Jahren in Zürich. Kurz darauf siedelte seine Frau Ellen Bär-Lohnstein mit ihren Kindern in die Vereinigten Staaten über, wo sie im Mai 1941 ankam, und hielt im Folgenden weiteren Kontakt zu ebenfalls ausgereisten Wissenschaftlern. So kam es auch, dass sie einige Jahre später 1950 Ehefrau von Hermann Weyl wurde.